# Washington State Magazine
A Washington State Magazine a Washingtoni Állami Egyetem öregdiákjairól és kutatási eredményeiről szóló, negyedévente megjelenő lap. Az újság 1910 és 1969 között The PowWow, 1969 és 2000 között pedig HillTopics címen jelent meg; a jelenlegi elnevezést 2001-től használják. Az 1990-es években a kutatási eredmények a Universe magazinban jelentek meg.

## Online elérhetőség
Az újság cikkei az egyetem honlapján is elérhetőek, ahol a kapcsolódó videók is megtalálhatóak. A My Story rovatot az öregdiákok által beküldött történetekből állítják össze, az Our Story pedig az egyetemmel kapcsolatos leírásokat tartalmazza wikiformátumban. A honlapról a nyomtatásba kerülő kiadvány is letölthető PDF-formátumban.

## Díjak
A magazint az oktatási kiválóságot öregdiákokon, kommunikációs formákon, marketingen és adománygyűjtésen keresztül népszerűsítő Oktatásfejlesztési Tanács (Council for Advancement and Support of Education, CASE) többször is kitüntette szerkesztés, forma és fotó témakörökben. A lap 2014 szeptemberében ezüst díjat kapott a borítóért; 2011-ben és 2013-ban megkapta a regionális általános témakörű lapok arany díját; 2011-ben pedig Zach Mazur megkapta az Év fotósa díjat.

## Fordítás
Ez a szócikk részben vagy egészben  a   Washington State Magazine című angol Wikipédia-szócikk ezen változatának fordításán alapul.  Az eredeti cikk szerkesztőit annak laptörténete sorolja fel. Ez a jelzés csupán a megfogalmazás eredetét és a szerzői jogokat jelzi, nem szolgál a cikkben szereplő információk forrásmegjelöléseként.